# فرهاد ظریف
فرهاد ظریف (زاده ۱۲ اسفند ۱۳۶۱ در مشهد) با نام کامل فرهاد ظریف آهنگران ورزنده، بازیکن والیبال اهل ایران، عضو سابق تیم ملی والیبال مردان ایران و بازیکن فعلی باشگاه والیبال سایپا تهران است.

## آغاز
هنگامی که او با قد 165 وارد ورزش والیبال شد کسی باور نمی‌کرد که او بتواند کار خاصی انجام‌دهد اما سر انجام او توانست با بازی‌های درخشان خودش را ثابت کند و به مراتب بالاتر راه پیدا کند.

## ملی
او از سال ۲۰۱۱ تا ۲۰۱۶ عضو تیم ملی بزرگسالان ایران بود و جام‌ها و افتخارات زیادی را همراه با ایران کسب نموده‌است.

## باشگاهی
او بازی را با صنام آغاز کرد و در لیگ سال ۱۳۸۰ والیبال کشور به همراه این تیم به مقام قهرمانی کشور رسید. سپس به پیکان رفت و بازی‌های قابل توجه‌ای به نمایش گذاشت و بعد به سایپا پیوست و بد دوباره به پیکان بازگشت و مانند همیشه مؤثر بود و در سال ۲۰۱۳ از باشگاه سابق جدا شد و به کاله مازندران پیوست و پس از کسب نایب قهرمانی لیگ برتر با قراردادی دو ساله به میزان خراسان پیوست و پس از آن با تعدادی از بازیکن ملی پوش با بانک سرمایه قراردادی را امضا کرد.

### لژیونر
او در بارهٔ این که علاقه‌ای به لژیونر شدن دارد یا نه می‌گوید: که در سال ۱۳۸۰ هنگامی که برای نوجوانان توپ می‌زد یکی از بزرگترین شانس‌های لژیونر شدن را از دست داد، یعنی رد کردن پیشنهاد تیم دینامو ی روسیه. البته بعد از آن هم یکی از تیم‌های لیگ هلند به وی پیشنهاد داده بود که به دلیل متأهل بودن و این که اجازهٔ همراهی همسرش را به وی نمی‌دادند این پیشنهاد را نیز رد کرده بود. او بعد از بازی‌های لیگ جهانی ۲۰۱۳ با بازی‌های قابل توجه اش از باشگاه ویبو والنتینا ایتالیا پیشنهاد داشت.

## خداحافظی با تیم ملی
فرهاد ظریف قبل از مسابقات لیگ جهانی ۲۰۱۳ تصمیم به خداحافظی از تیم ملی گرفت اما با مخالفت شدید قرار گرفت اما قبل از اعزام تیم ملی به مسابقات جام بزرگ قهرمانان جهان ۲۰۱۳ در مصاحبه‌ای گفت تصمیم به خداحافظی در اوج را دارد و دلیل خداحافظی اش فرزند و خانواده اش هستند، ظریف پس از حضور در جام بزرگ قهرمانان جهان ۲۰۱۳ قهرمان قاره‌ها و پس از قرار گرفتن در تیم ستارگان و منتخب جام بزرگ قهرمانان جهان ۲۰۱۳ با بوسیدن چهار گوشه زمین این تصمیم خود را عملی کرد و از دنیای والیبال خداحافظی کرد.

### بازگشت به تیم ملی
ظریف پس از خداحافظی از تیم ملی والیبال ایران، دوباره از سوی کواچ به تیم ملی دعوت شد.

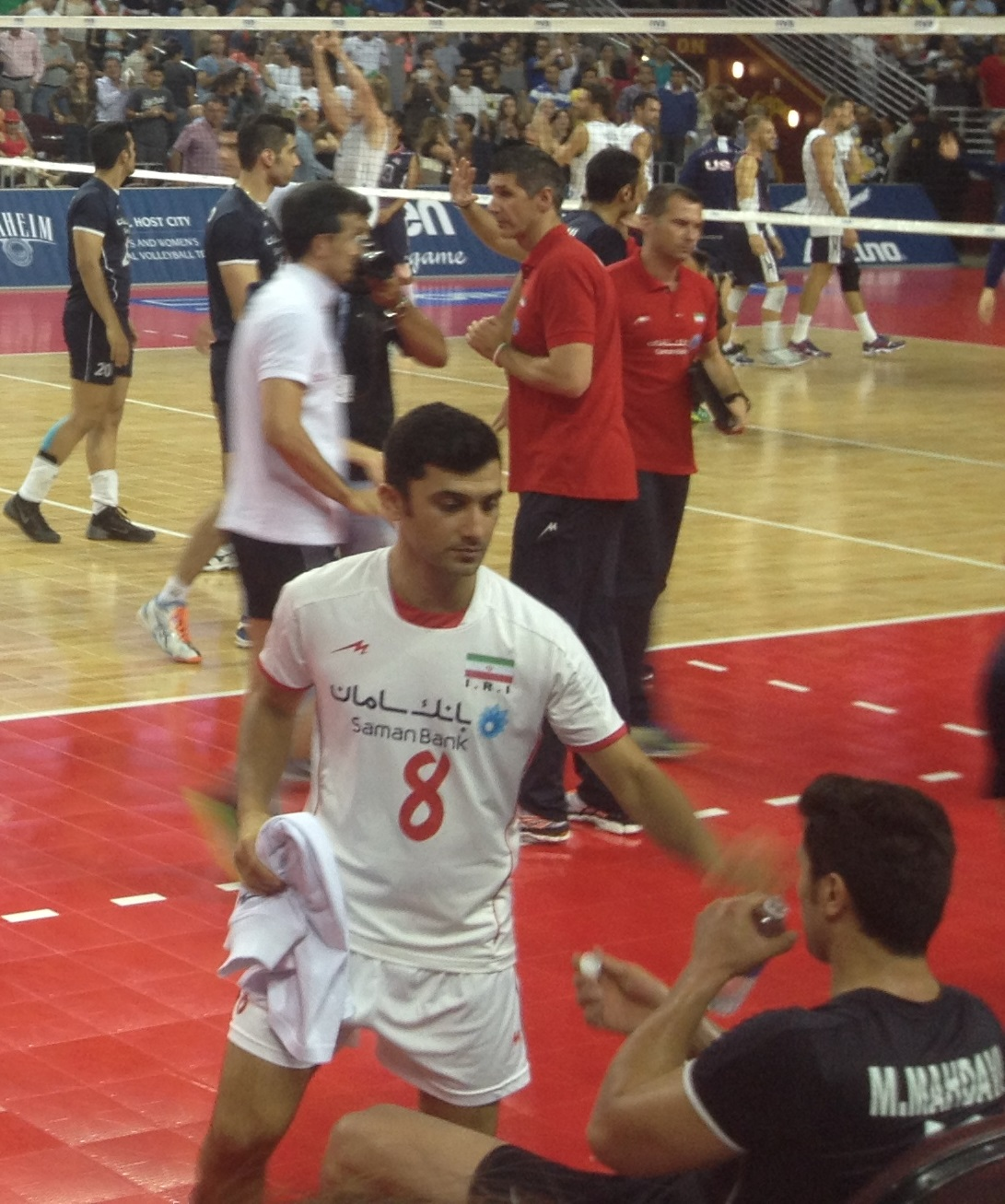
ظریف در بازی مقابل آمریکا

## افتخارات
- قهرمانی نوجوانان آسیا
- قهرمانی جوانان آسیا
- بهترین دریافت‌کننده در مسابقات قهرمانی جوانان جهان[۳]۲۰۰۱
- مرد سال والیبال ایران در سال ۱۳۸۰
- حضور در جمع ۱۰ بازیکن برتر والیبال ایران در دو دوره لیگ برتر ایران
- بهترین لیبرو در مسابقات انتخابی المپیک ۲۰۱۲
- ۳ دوره بهترین لیبرو آسیا ۲۰۰۲، ۲۰۱۲، ۲۰۱۳
- نایت قهرمانی نوجوانان جهان
- قهرمانی ۴ دوره لیگ برتر والیبال با تیم‌های مختلف
- چهار نایب قهرمانی با تیم‌های مختلف لیگ برتر
- حضور در لیگ جهانی در سال ۲۰۱۳[۴]
- کسب مقام سومی به همراه تیم ملی ایران در مسابقات جام بزرگ قهرمانان جهان ۲۰۱۳ (قهرمان قاره‌ها)
- کسب عنوان بهترین لیبرو جام بزرگ قهرمانان جهان ۲۰۱۳ (قهرمان قاره‌ها)

## حکم بازداشت
۲۴ دی ۱۴۰۱ خبرگزاری قوهٔ قضائیهٔ جمهوری اسلامی ایران، میزان خبر داد که حکم جلب فرهاد ظریف در پی انتشار استوری‌ای که در اینستاگرامش منتشر کرده است، به جرم توهین به مقدسات، به دستور علی صالحی دادستان تهران، صادر شده است. ظریف در یک استوری در صفحه شخصی خود در اینستاگرام در روز مادر در ایران نوشته بود: «تولد زنی که ۹ سالگی ازدواج کرده و بچه‌دار شده روز اعتراض به کودک‌همسری است، نه روز مادر.» ظریف در زمان ارسال این استوری در ایران نبوده است.